# Feldschlösschen Getränke
Die Feldschlösschen Getränke AG ist die führende Bierbrauerei und der grösste Getränkehändler der Schweiz mit Hauptsitz in Rheinfelden im Kanton Aargau. Die Brauerei Feldschlösschen produziert die gleichnamige Biermarke. Feldschlösschen ist seit 2000 eine Tochtergesellschaft der dänischen Carlsberg-Brauereigruppe.
Neben verschiedenen Biermarken gehört dem Unternehmen auch die  Mineralwassermarke Rhäzünser. Daneben verfügt die Feldschlösschen Getränke AG auch über die Schweizer Lizenz für Pepsi und 7 Up.

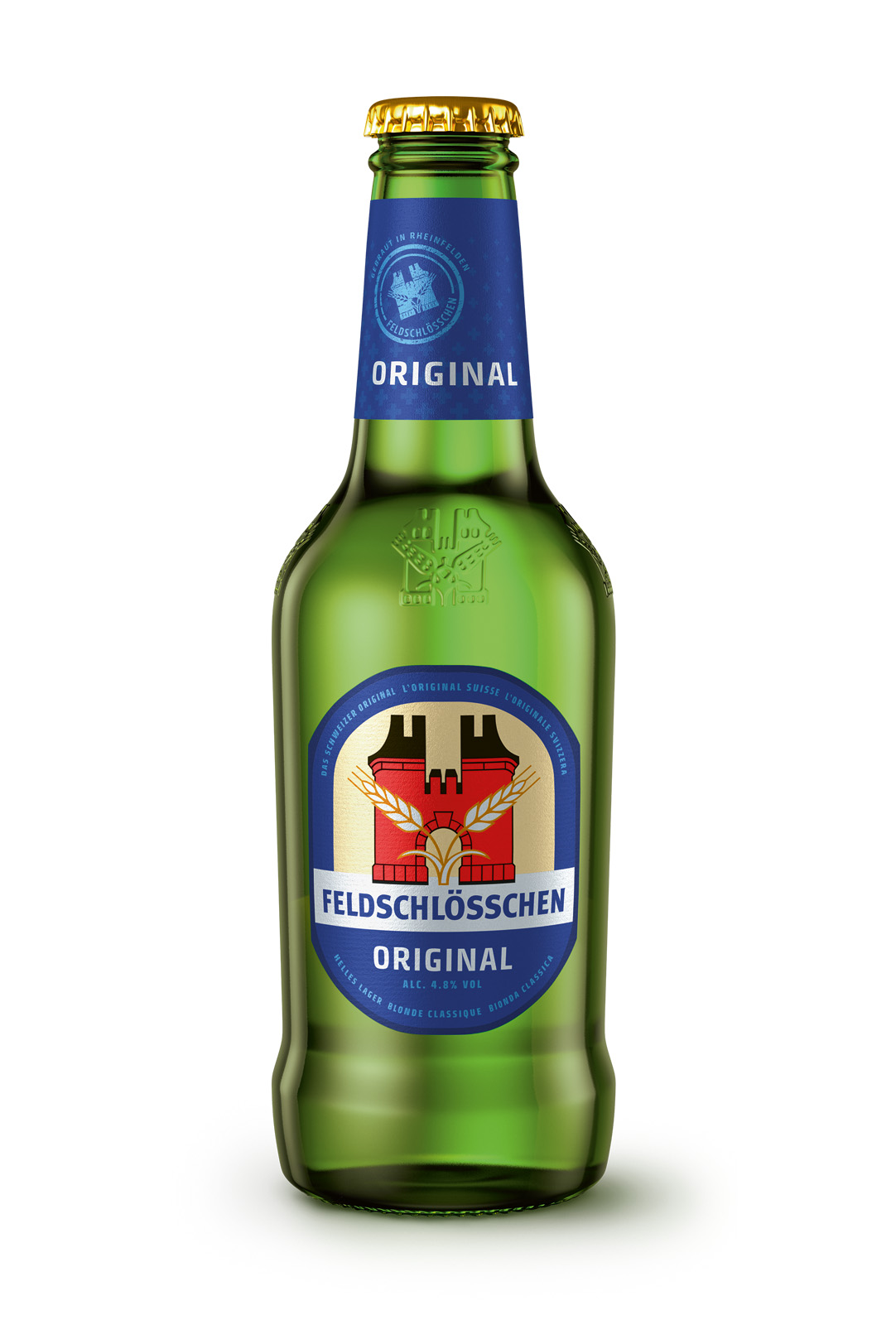
Feldschlösschen Original

## Geschichte
Das Unternehmen wurde im Jahr 1875 als «Kollektivgesellschaft Wüthrich & Roniger Brauerei zum Feldschlösschen» gegründet. Die Initianten waren der Landwirt Mathias Wüthrich (1846–1905) aus Olsberg, der mit Hilfe seines vermögenden Vaters, des Landwirts Johannes Wüthrich, die finanzielle Grundlage für das Unternehmen einbrachte, und der Bierbrauer und Politiker Theophil Roniger (1844–1913) aus Magden, der sein Handwerk in Deutschland erlernt hatte. Noch in der Bauzeit der Bözbergbahn hatten sie 1874 die Liegenschaft einer stillgelegten Anilinfabrik südlich des geplanten Bahnhofs Rheinfelden und dazu umfangreiche Grundstücke im Oberfeld erworben, und am 8. Februar 1876 begann Roniger mit dem Brauen in der neuen Fabrik.
Von Anfang an setzte die «Brauerei zum Feldschlösschen» auf den Transport ihrer Erzeugnisse mit der Eisenbahn; die im Jahr 1875 eröffnete Bözberglinie führt auf der Nordseite am Feldschlösschen-Fabrikgelände vorbei, das 1889 ein direktes, rund 500 Meter langes Anschlussgleis zum Bahnhof Rheinfelden erhielt; das Gleis folgt der Feldschlösschenstrasse. Um 1900 entstand neben der Bözberglinie der eigene Bahnhof Feldschlösschen. Mathias Wüthrich führte den fabrikeigenen Landwirtschaftsbetrieb und widmete sich auch der Pferdezucht. Auf kürzeren Strecken in der Region belieferte Feldschlösschen die Kunden anfänglich mit Pferdefuhrwerken. Im Jahr 1912 setzte das Unternehmen einen ersten Lastwagen ein. Die in den 1990er Jahren gebaute Autobahn A3 verläuft unmittelbar südlich an den Fabrikgebäuden vorbei; der nächstgelegene Anschluss Rheinfelden Ost liegt nur rund einen Kilometer östlich davon und ist mit einer direkten Zubringerstrasse mit der Brauerei verbunden, die zu Ehren des Firmengründers den Namen Theophil-Roniger-Strasse erhielt.

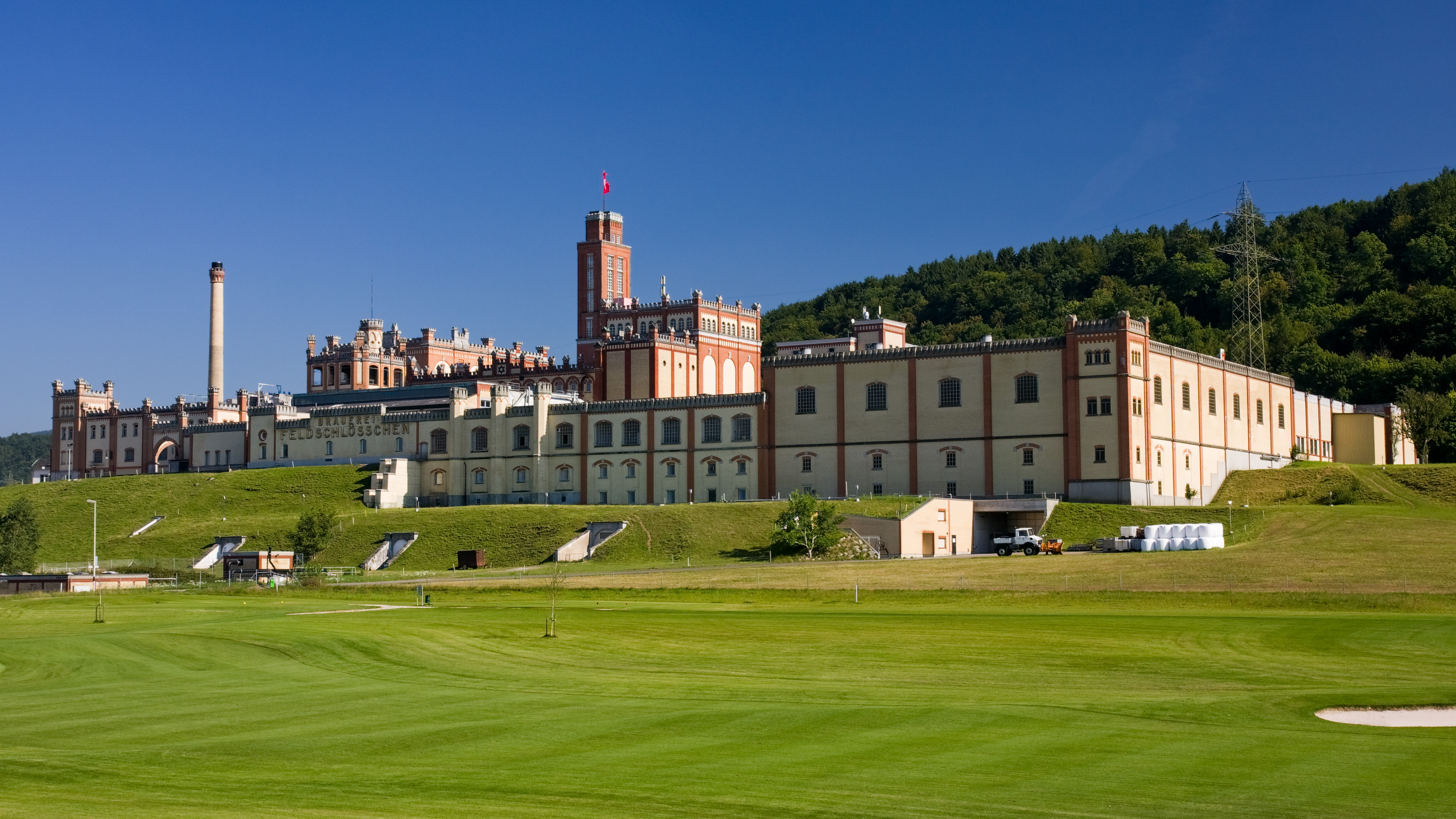
Fabrikgebäude im Stil des Historismus

In der Zeit von den 1880er bis zu den 1910er Jahren errichtete das Unternehmen die grossen Fabrikgebäude mit der auffälligen «Schloss-Architektur», die auf unterschiedliche architekturgeschichtliche Elemente zurückgriff. Bedeutende an der Planung beteiligte Architekturbüros waren Langeloth aus Frankfurt am Main und Zimmermann aus Freiburg im Breisgau. Mehrere Erweiterungsbauten werden bis in die 1950er Jahre in einem dem Ensemble angepassten Baustil errichtet. Die Baugruppe steht unter Denkmalschutz.
Die Kollektivgesellschaft wurde 1890 in die «Aktiengesellschaft Brauerei zum Feldschlösschen» umgewandelt. Der erste Verwaltungsratspräsident war Fritz Brunner, später Stadtammann von Rheinfelden. Von der Gründung bis 1930 übernahm Feldschlösschen, seit 1913 unter der Leitung von Adolph Roniger (1880–1961), insgesamt 27 Brauereien in der Schweiz.
Nach Dekaden des Stillstands wurde 1970 mit der Übernahme der Brauerei zum Gurten (1996 geschlossen) wieder eine Expansionsphase gestartet. Eine 50-Prozent-Beteiligung an der Unifontes AG, einem Zusammenschluss der Mineralquellen Eglisau, Elm und Rheinfelden, markierte 1973 den Einstieg Feldschlösschens in das Geschäft mit nicht-alkoholischen Getränken. 1984 erwarb Feldschlösschen die Aktienmehrheit an Unifontes, 1985 folgte die Übernahme der Mineralquelle Arkina in Yverdon-les-Bains (2008 nach Rhäzüns verlagert). Weitere Schritte in der Unternehmensgeschichte waren die Übernahmen der Brauerei Hochdorf 1988, der Basler Brauerei Warteck 1989 (1991 geschlossen) und schließlich der Freiburger Cardinal Holding 1991, der Muttergesellschaft der Brauerei Cardinal (zu der auch Salmenbräu aus Rheinfelden gehörte).
Aus der «Brauerei zum Feldschlösschen» wurde 1992 die Feldschlösschen Holding, die 1996 mit der Zürcher Brauerei Hürlimann fusionierte, woraus die Feldschlösschen-Hürlimann Holding (FHH) entstand, der grösste Schweizer Getränkeanbieter. Dieser Konzentrationsprozess auf dem Biermarkt, verbunden mit dem Verschwinden lokal verwurzelter Brauereien, führte zur Gründung neuer Kleinbrauereien. 1998 wurde mit der Übernahme der Mineralquelle Rhäzüns auch die Passugger-Gruppe Teil der FHH. Von den Mineralquellen wurden die Betriebe in Eglisau, Elm und Passugg wieder verkauft, die Unifontes – im Wesentlichen die Mineralquelle Rheinfelden und die Unifontes-Abfülllizenzen (PepsiCo und Cadbury Schweppes) – wurde 1998 vollständig in die Feldschlösschen-Gruppe integriert.
Die Unternehmen unter dem Dach der FHH wurden im Jahr 2000 in eine Immobilienfirma (mehrheitlich geprägt von der Hürlimann Immobilien Holding) und die Getränkefirma  Feldschlösschen Getränke AG aufgeteilt, die von der dänischen Carlsberg A/S übernommen wurde. Die FHH, die nur noch den Immobilienbereich umfasste, wurde im Laufe der Zeit in REG Real Estate Group umbenannt und schliesslich im Mai 2004 mit der PSP Swiss Property – unter Beibehaltung des Namens PSP – zur grössten Schweizer Immobilienfirma fusioniert.
Mit dem Jahr 2023 endete die über 40 Jahre dauernde Partnerschaft der Lizenzproduktion von Schweppes und mit ihr auch jene von Orangina.

## Produktionsstandort Rheinfelden
In den schlossartigen Fabrikgebäuden in Rheinfelden wird heute jeder dritte in der Schweiz gebraute Liter Bier hergestellt. Die Brauerei kann besichtigt werden. Das für den Brauprozess benötigte Wasser wird von einer Quelle beim benachbarten Dorf Magden bezogen. Diese Quelle gilt als Ressource für besonders sauberes und hochwertiges Wasser.

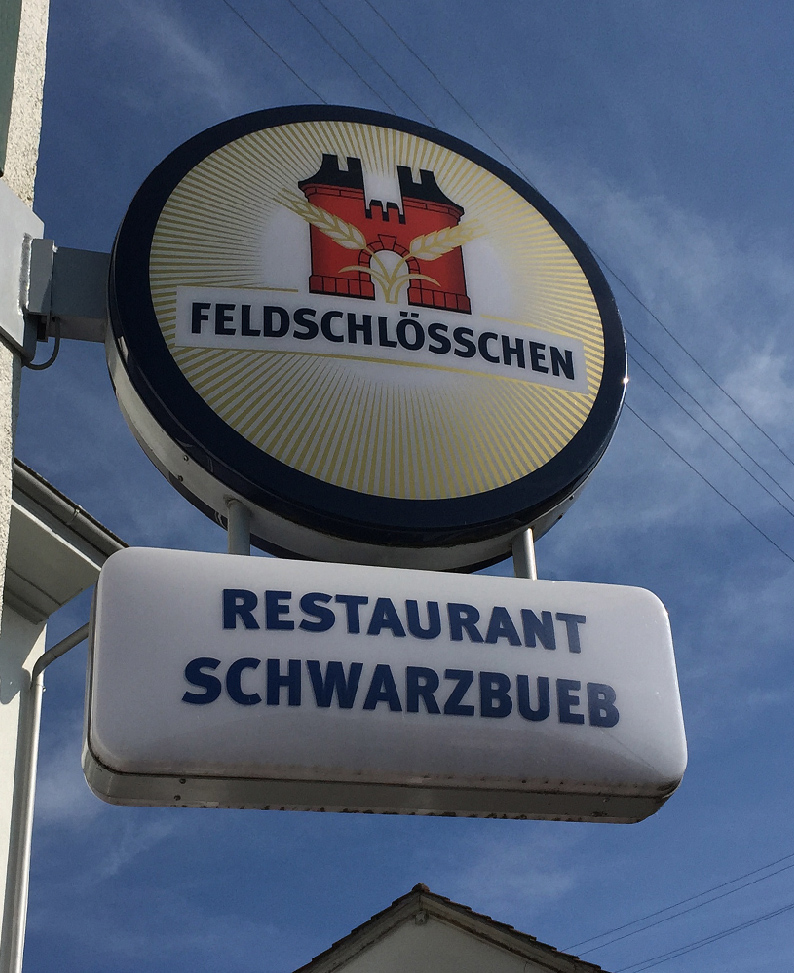
Wirtshausschild «Feldschlösschen»

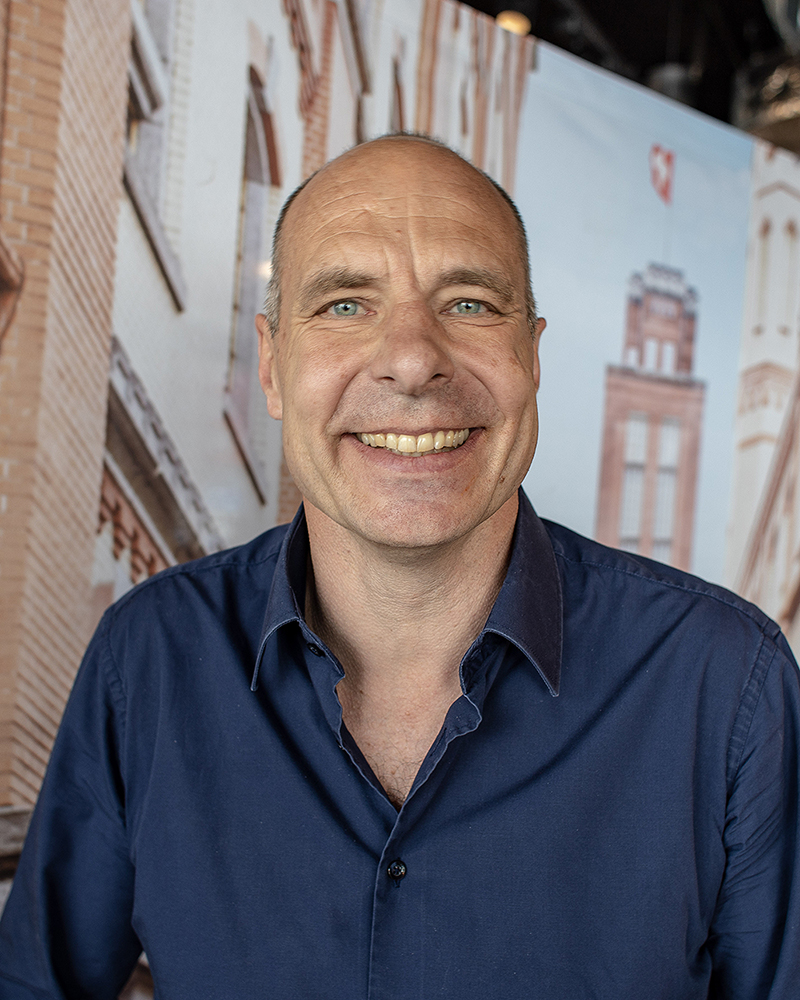
CEO Thomas Amstutz

## Vertrieb
Um einen regelmäßigen Getränkeabsatz zu erzielen, schloss die Brauerei Feldschlösschen – so wie andere Brauereien auch – mit Hotels, Restaurants, Cafés und Kantinen exklusive Lieferverträge ab. In zahlreichen Ortschaften errichtete sie in ihren Liegenschaften auch eigene Gasthäuser. In einigen Regionen gelang es Feldschlösschen, zeitweise einen sehr hohen Anteil am Vertrieb von Getränken in Verpflegungsstätten zu erreichen, im Wallis etwa mit mehr als 80 Prozent und in der Zentralschweiz mit über 60 Prozent.
Der Vertriebsvertrag zwischen der Feldschlösschen Getränke Holding AG und der Coca Cola Beverages AG vom 17. Juli 2000 war Gegenstand einer Untersuchung der Wettbewerbskommission (Weko).
Für den Getränketransport setzt Feldschlösschen einen eigenen Fuhrpark ein. 2003 beschaffte die Firma 200 Lkw der Marken Volvo Trucks und Renault und 2011 weitere 136 Lkw der Marke Renault. Für grosse Transportdienstleistungen arbeitet Feldschlösschen mit SBB Cargo zusammen.